# Tennengebirge
Tennengebirge är en bergskedja i Österrike.   Den ligger i förbundslandet Salzburg, i den centrala delen av landet, 250 km väster om huvudstaden Wien.
Tennengebirge sträcker sig 14,7 km i öst-västlig riktning. Den högsta toppen är Raucheck, 2 430 meter över havet.
Topografiskt ingår följande toppar i Tennengebirge:
- Bleikogel
- Edelweißkogel
- Eiskogel
- Fritzer Kogel
- Großes Fieberhorn
- Hochpfeiler
- Kleines Fieberhorn
- Knallstein
- Raucheck
- Scheibling Kogel
- Streitmandl
- Tagweide
- Tauernkogel
- Tauernscharte
- Teufelskirchl
- Tirolerkopf
- Unterer Traunstein
- Wieselstein

I omgivningarna runt Tennengebirge växer i huvudsak blandskog. Runt Tennengebirge är det ganska glesbefolkat, med 45 invånare per kvadratkilometer.